# Konkhra
Konkhra je dánská death metalová hudební skupina z města Køge založená v roce 1988 v sestavě Claus Vedel (vokály a kytara), Anders Lundemark (baskytara) a Lars Schmidt (bicí), tehdy pod názvem Vicious Circle. V roce 1990 došlo k přejmenování na Konkhra, což je způsob, jakým Tom Angelripper ze Sodom vyslovoval na koncertech název písně Conqueror z jejich živého alba Mortal Way of Live z roku 1988.
Debutové studiové album Konkhry Sexual Affective Disorder vyšlo v roce 1993 pod hlavičkou dánského vydavatelství Progress Red Labels. V sestavě kapely se objevila i známá jména metalového světa jako např. kytarista James Murphy (mj. Disincarnate, Cancer, Death, Obituary, Testament) a Chris Kontos (mj. Machine Head).

## Diskografie
Dema
- The Vicious Circle (1990)
- Malgrowth (1991)
- Persistence (2005)

Studiová alba
- Sexual Affective Disorder (1993)
- Spit or Swallow (1995)[3]
- Weed Out the Weak (1997)[3]
- Come Down Cold (1999)
- Reality Check (2003)
- Nothing Is Sacred (2009)
- Λlpha and the Ωmega (2019)[3]

EP
- Stranded (1992)
- The Facelift EP (1994)
- The Freakshow EP (1999)

Kompilační alba
- Malgrowth the Vicious Circle (2009)

Živé nahrávky
- Live Eraser (1996)

Videa
- Homegrowth (1994) – VHS kazeta